# American Life
American Life (с англ. — «Американская жизнь») — девятый студийный альбом американской певицы Мадонны, выпущенный 21 апреля 2003 года на лейбле Warner Brothers.

## Об альбоме
American Life является одним из самых рискованных альбомов Мадонны — в нём затрагиваются острые политические вопросы. Тексты песен также поднимают вопросы личной жизни певицы, её восхождения к славе, при этом Мадонна стремится опровергнуть миф о славе и успехе как важнейшей жизненной цели, указывая, что любовь и семья, а не материальные ценности, являются истинным благом. Подобная позиция интересна прежде всего тем, что саму певицу долгое время именовали «меркантильной девицей» (англ. material girl), «игрушкой для мальчиков» (англ. boy toy), более того она сама своими действиями способствовала такому к себе отношению, исполняя песню «Material Girl» и появляясь в ремне с надписью «boy toy» во время исполнения песни «Like a Virgin». Таким образом, альбом «American Life» отражает духовное взросление, метаморфозы, произошедшие с Мадонной.
Песни на пластинке представляют собой сплав акустического и электронного звучания, подчеркивающее лирику композиций, большинство из которых составляют баллады. Продюсировал American Life Мирвэ Ахмадзай, с которым Мадонна сотрудничала при записи альбома 2000 года Music.
В Соединенных Штатах альбом вызвал волну негодования в большей части из-за противоречивости видео на заглавную композицию «American Life». Спорное содержание клипа, отснятого накануне второй военной операции США в Ираке и где Мадонна кидает в человека, похожего на президента Буша, зажигалку, выполненную в виде гранаты, а также где происходит дефиле военных костюмов, включая костюмы арабских детей, было сочтено многими американцами непатриотичным. Более того, этот клип, появившийся до продажи альбома, дал основания средствам массовой информации полагать, что и содержание альбома антиамериканское, а не пацифистское. Клип был отозван из эфира большинства стран, и Мадонна заявила:

Я приняла решение не выпускать моё новое видео. Оно было снято до того, как война началась, и я не думаю, что оно предназначено для трансляции в настоящее время.

Продажи American Life на родине Мадонны, в США стали самыми низкими среди всех альбомов певицы — в стране было продано приблизительно 674 000 копий альбома. Тем не менее, альбом стартовал на 1 месте в авторитетном американском чарте продаж Billboard Top 200 и занял 32-е место в списке самых продаваемых альбомов 2003 года. Таким образом, American Life стал 2-м альбомом артистки, дебютировавшем на 1-м месте и 5-м, достигшим подобного результата. Несмотря на некоторую неудачу, альбом ожидал громкий успех на американской клубной сцене — он является единственным альбомом в истории, семь композиций с которого попали в верхнюю десятку чарта «Hot Dance Music/Club Play». Также альбом ожидал успех в странах, выступавших против развязывания иракской военной кампании, таких как Франция, Германия и Россия. Мировые продажи альбома составили 5 миллионов экземпляров. Многие композиции с альбома были исполнены Мадонной во время её концертного тура 2004 года Re-Invention World Tour, а заглавная композиция была исполнена также во время её концертного тура 2019-2020 годов Madame X Tour.

## Запись альбома
Мадонна начала записывать American Life в конце 2001 года, после окончания съёмок кинофильма «Унесённые», режиссёром которого выступил бывший муж Мадонны Гай Ричи. Однако во время записи альбома певица продолжала работать над несколькими проектами, в частности, над театральной постановкой пьесы Up For Grabs, что заставило перенести студийную работу с мая на июль 2001 года. Помимо этого у Мадонны была ещё одна небольшая киноработа: она сыграла роль инструктора по фехтованию в фильме о Джеймсе Бонде «Умри, но не сейчас», для саундтрека которого она записала одноименную песню. К концу 2002 года запись альбома, проходившая в Лондоне и Лос-Анджелесе, была завершена.

## Сотрудничество
Основным коллегой Мадонны по работе над альбомом American Life был французский музыкант Мирвэ Ахмадзай, с которым певица уже сотрудничала во время записи своего предыдущего альбома Music. Роль Мирвэ в работе над American Life, однако, существенно возросла по сравнению с его работой над предыдущей пластинкой певицы: он выступил как продюсер и соавтор подавляющего большинства композиций, включая все те, на которые были выпущены синглы. Помимо этого, Мирвэ занимался компьютерным программированием большинства композиций, а также сыграл большинство партий на гитаре.
Ещё одним музыкантом, занятым в работе над American Life и также поработавшим с Мадонной над записью Music (композиция «What It Feels Like For A Girl»), стал Гай Сигсуорт. Он, а также британская певица Джем Гриффитс (прославилась в 2005 году с композицией «They») вместе с самой Мадонной стали соавторами песни «Nothing Fails». Мишель Коломбье, работавший над некоторыми струнными аранжировками для Music, создал все струнные аранжировки и для альбома American Life, а также дирижировал на записи «Easy Ride», «Nothing Fails» и «Die Another Day».
Помимо лиц, уже сотрудничавших с Мадонной во время записи пластинок, в работе над American Life приняли участие и другие музыканты. Так, Стюарт Прайс, позднее, в 2005 году, ставший основным продюсером альбома Мадонны «Confessions on a Dance Floor», выступил соавтором композиции «X-Static Process», а Монт Питтман — соавтором композиции «Easy Ride». Оба музыканта ранее работали с певицей во время её гастрольного тура 2001 года Drowned World.

## Название, обложка и оформление
В начале 2003 года стало известно, что рабочим названием альбома является Hollywood, заголовок American Life, ставший названием пластинки, был утверждён 10 февраля 2003 года.
В середине января 2003 года в Лос-Анджелесе состоялась фотосессия, на которой были сделаны снимки к буклету и обложке альбома. Фотограф Крэйг МакДин, работавший с Мадонной в октябре 2002 года над фотографиями для журнала Vanity Fair, сделал снимки, стоившие по неподтверждённым данным порядка 415 000 долларов, на которых певица предстала в милитари-образе: с тёмными волосами, она была облачена в брюки защитной окраски, чёрный костюм, напоминающий воинскую форму, военные ботинки. На фотографиях Мадонна окружена ружьями, и держит одно в руках. Для обложки American Life было выбрано фото, где на голову певицы был надет чёрный берет, отчего снимок напоминает знаменитейшую фотографию революционера Че Гевары.
Художественным оформлением обложки занималась популярная французская команда дизайнеров M/M Paris — творческом союзе Майкла Амзалага и Матиаса Огюсиняка. Дуэт наиболее известен своим сотрудничеством с исландской певицей Бьорк.

## Список композиций
| №   | Название            | Автор(ы)                              | Продюсер(ы)                            | Длительность |
| --- | ------------------- | ------------------------------------- | -------------------------------------- | ------------ |
| 1.  | «American Life»     | Madonna, Mirwais Ahmadzaï             | Madonna, Ahmadzaï                      | 4:58         |
| 2.  | «Hollywood»         | Madonna, Ahmadzaï                     | Madonna, Ahmadzaï                      | 4:24         |
| 3.  | «I'm So Stupid»     | Madonna, Ahmadzaï                     | Madonna, Ahmadzaï, Mark «Spike» Stent* | 4:09         |
| 4.  | «Love Profusion»    | Madonna, Ahmadzaï                     | Madonna, Ahmadzaï                      | 3:38         |
| 5.  | «Nobody Knows Me»   | Madonna, Ahmadzaï                     | Madonna, Ahmadzaï                      | 4:39         |
| 6.  | «Nothing Fails»     | Madonna, Guy Sigsworth, Jem Griffiths | Madonna, Ahmadzaï, Stent*              | 4:49         |
| 7.  | «Intervention»      | Madonna, Ahmadzaï                     | Madonna, Ahmadzaï                      | 4:54         |
| 8.  | «X-Static Process»  | Madonna, Stuart Price                 | Madonna, Ahmadzaï                      | 3:50         |
| 9.  | «Mother and Father» | Madonna, Ahmadzaï                     | Madonna, Ahmadzaï                      | 4:33         |
| 10. | «Die Another Day»   | Madonna, Ahmadzaï                     | Madonna, Ahmadzaï                      | 4:38         |
| 11. | «Easy Ride»         | Madonna, Monte Pittman                | Madonna, Ahmadzaï                      | 5:05         |

- Заметка: *не является основным продюсером

## Участники записи
- Мадонна — вокал, электрогитара
- Мишель Коломбье (Michel Colombier) — дирижёр
- The London Community Gospel Choir
- Мирвэ Ахмадзай (Mirwais) — акустическая гитара, бэк-вокал
- Стюарт Прайс (Stuart Price) — фортепиано

## Ответственные за запись
- Продюсеры — Мадонна, Мирвэ Ахмадзай, Марк «Спайк» Стент (Mark «Spike» Stent)
- Инженер по струнным — Джордж Фостер (George Foster)
- Ассистенты инженеры — Роб Хаггетт (Rob Haggett), Том Ханнен (Tom Hannen), Джефф Кэнан (Jeff Kanan), Тим Лэмберт (Tim Lambert), Габе Сганга (Gabe Sganga), Дэвид Трихерн (David Treahearn)
- Мастеринг — Тим Йонг (Tim Young)
- Программирование — Мирвэ Ахмадзай (Mirwais)
- Хоровые аранжировки — Ники Браун (Nicky Brown)
- Струнные аранжировки — Мишель Коломбье (Michel Colombier)
- Фотограф — Крэйг МакДин (Craig McDean)

## Места в чартах и сертификаты
| Чарт                            | Место |
| ------------------------------- | ----- |
| Australian Albums Chart         | 3     |
| Austrian Albums Chart           | 1     |
| Belgium Albums Chart (Flanders) | 1     |
| Belgium Albums Chart (Wallonia) | 1     |
| Canadian Albums Chart           | 1     |
| Danish Albums Chart             | 2     |
| Dutch Albums Chart              | 3     |
| Finnish Albums Chart            | 2     |
| French Albums Charts            | 1     |
| German Albums Charts            | 1     |
| Greek Albums Chart              | 2     |
| Irish Albums Chart              | 6     |
| Italian Albums Chart            | 1     |
| Japanese Albums Chart           | 4     |
| New Zealand Albums Chart        | 2     |
| Norwegian Albums Chart          | 1     |
| Polish Albums Chart             | 4     |
| Portuguese Albums Chart         | 10    |
| Spanish Albums Chart            | 87    |
| Swedish Albums Chart            | 1     |
| Swiss Albums Top 100            | 1     |
| UK Albums Chart                 | 1     |
| U.S. Billboard 200              | 1     |

| Страна         | Сертификат |
| -------------- | ---------- |
| Аргентина      | золотой    |
| Австралия      | платиновый |
| Бельгия        | золотой    |
| Бразилия       | золотой    |
| Канада         | платиновый |
| Denmark        | золотой    |
| Европа         | платиновый |
| Франция        | платиновый |
| Германия       | платиновый |
| Греция         | золотой    |
| Венгрия        | платиновый |
| Япония         | золотой    |
| Нидерланды     | золотой    |
| Россия         | платиновый |
| Sweden         | золотой    |
| Switzerland    | платиновый |
| United Kingdom | платиновый |
| United States  | платиновый |